# Josef Jindřišek
Josef Jindřišek (ur. 14 lutego 1981 w Czechosłowacji) – czeski piłkarz, obrońca w zespole Bohemians 1905.

## Kariera klubowa
Jako junior występował w barwach FK Jablonec, z którym związany był w latach 1988–2006. W latach 2003–2004 występował już w podstawowym składzie, występując w drużynie 54. razy i strzelając cztery bramki. W sezonie 07/08 przeszedł do Sigmy Ołomuniec, z którą zajął 11. miejsce w najwyższej lidze czeskiej. Podczas kariery w tym klubie, Jindřišek zagrał 36 spotkań, trafiając na wypożyczenie do Fulneka.
Po krótkim wypożyczeniu, w 2009 r. został zawodnikiem Bohemiansu 1905, z którym w sezonie 09/10 i 10/11 grał w najwyższej lidze czeskiej. W sezonie 10/11 klub zajął 6. miejsce, a w następnym sezonie spadł do niższej ligi, zajmując przedostatnie miejsce w tabeli. W sezonie 12/13 wywalczył z klubem 1. miejsce w tabeli, awansując ponownie do najwyższej ligi. Sezon ten zakończył z pięcioma bramkami.